# Fuyang (Zhejiang)
Pour les articles homonymes, voir Fuyang.
Fuyang (chinois : 富阳市 ; pinyin : Fùyáng shì) est une ville-district de la province du Zhejiang en Chine. Elle est placée sous la juridiction administrative de la ville sous-provinciale de Hangzhou.

## Démographie
La population du district était de 619 311 habitants en 1999.

## Culture
Le rouleau de peinture de Huang Gongwang, datant de la dynastie Yuan, « Séjour dans les Monts Fuchun » représente les montagnes ce lieu. Le film « Séjour dans les monts Fuchun », sorti en 2019, se déroule dans cette ville-district et s'inspire de cette peinture.